# Biyo
Le biyo est une langue parlée en Chine dans la région du Yunnan. Ses locuteurs, au nombre de 100 000, font partie de la nationalité Hani.